# Matfors
Matfors är en tätort i Sundsvalls kommun i Medelpad. Orten är belägen cirka 15 km väster om Sundsvall och ligger alldeles söder om tätorten Vattjom med Europaväg 14 (E 14) däremellan. 

## Historia
Matfors kan ha fått sitt namn tack vare den rika tillgången på lax i den fors i Ljungan, vid vilken orten växte fram. Som vid andra laxrika vatten, berättas det här att pigor och drängar i sina anställningskontrakt var befriade från att äta lax ett visst antal dagar per år. Enligt Bengt af Klintberg är detta dock en vandringssägen, en "klintbergare".
Orten Matfors var länge av mindre betydelse i jämförelse med Lucksta i Attmars socken, som var den dominerande orten tills Matforsbron över Ljungan byggdes. Senare byggdes även nu nedlagda Matfors pappersbruk och flera andra mindre industrier vilket ytterligare ökade Matfors betydelse och ledde till att orten blev den dominerande i trakten.

### Matfors bruk
Från 1700-talets slut fram till 1990 bedrevs skogsindustriell verksamhet i Matfors. 1793 anlades en vattensåg som hämtade kraft från Ljungan. Familjen Dickson som var delägare i sågen anlade även ett stångjärnbruk 1833 som drevs fram till sekelskiftet. 1919 uppfördes pappersbruket Matfors Bruk som var i drift fram till 1990. Bruket kom att ingå i SCA-koncernen. Fram till 1974 framställdes pappersmassa genom mekanisk pappersmassaframställning.
Matfors Bruks herrgård har en huvudbyggnad som är uppförd i trä. Den har två våningar och byggdes år 1848. Vid ombyggnad 1912–1913 fick byggnaden ett så kallat mansardtak. Herrgården ägs sedan 2004 av privatpersoner.

### Befolkningsutveckling
| Befolkningsutvecklingen i Matfors 1960–2020                                 | Befolkningsutvecklingen i Matfors 1960–2020 | Befolkningsutvecklingen i Matfors 1960–2020 | Befolkningsutvecklingen i Matfors 1960–2020 | Befolkningsutvecklingen i Matfors 1960–2020 |
| --------------------------------------------------------------------------- | ------------------------------------------- | ------------------------------------------- | ------------------------------------------- | ------------------------------------------- |
|                                                                             |                                             |                                             |                                             |                                             |
| År                                                                          |                                             |                                             | Folkmängd                                   | Areal (ha)                                  |
| 1960                                                                        | 1960                                        |                                             | 2 391                                       |                                             |
| 1965                                                                        | 1965                                        |                                             | 2 468                                       |                                             |
| 1970                                                                        | 1970                                        |                                             | 3 076                                       |                                             |
| 1975                                                                        | 1975                                        |                                             | 3 181                                       |                                             |
| 1980                                                                        | 1980                                        |                                             | 3 573                                       |                                             |
| 1990                                                                        | 1990                                        |                                             | 3 638                                       | 372                                         |
| 1995                                                                        | 1995                                        |                                             | 3 310                                       | 321                                         |
| 2000                                                                        | 2000                                        |                                             | 3 270                                       | 321                                         |
| 2005                                                                        | 2005                                        |                                             | 3 239                                       | 322                                         |
| 2010                                                                        | 2010                                        |                                             | 3 201                                       | 325                                         |
| 2015                                                                        | 2015                                        |                                             | 3 437                                       | 465                                         |
| 2020                                                                        | 2020                                        |                                             | 3 412                                       | 473                                         |
| Anm.: Delar av Vattjom utbruten 1995. Sammanvuxen 2015 med Runsvik och Åsta |                                             |                                             |                                             |                                             |

## Utbildning
Matfors största skola heter Matfors skola. Skolan delades upp år 2002 när elevantalet i årskurs 6-9 blev för stort och en del blev då Sköle skola. Sju år senare, när årskullarna blev mindre, slogs skolorna ihop igen till Matfors skola. Att eleverna från Allsta skola inte längre går på Matfors skola årskurs 6-9 minskar elevantalet ytterligare. Trots minskat elevantal är Matfors skola den näst största skolan i Västernorrlands län.

## Näringsliv

### Medicinteknisk industri
I Matfors finns sedan mitten av 1960-talet avancerad medicinteknisk industri. 

#### Unimedic Pharma
Medicinfabriken grundlades i Matfors under 1960-talet som ett extempore-apotek. När apoteken förstatligades 1970 blev fabriken en del av statliga ACO, sedermera även Kabi och Pharmacia. När Pharmacia lämnade fabriken 1992 övertogs fabriken av Unimedic Pharma som fortfarande driver den medicinska industrin. I fabriken i Matfors genomförs kontraktstillverkning av sterila och icke-sterila läkemedel.

#### Cobra Biologics
Cobra Biologics bedriver, i anslutning till Unimedics anläggning, tillverkning av exempelvis plasmid-DNA för genterapi, proteinläkemedel samt vaccinproduktion. I Cobra Biologics fabrik i Matfors kommer det svenskproducerade vaccinet mot COVID-19 att produceras i samarbete med Karolinska institutet

### O.P.Anderson Distillery
Sedan 2017 producerar O.P Anderson sina akvavitprodukter i Matfors på O.P. Anderson Distillery, däribland exempelvis Skåne Akvavit, Gammal Norrlands Akvavit, Hallands Fläder, Bäska Droppar samt O.P. Anderson. Sprittillverkningen sker i anslutning till den medicintekniska industrin. 

### Övrigt näringsliv
Sonoco Alcore har en av tre svenska produktionsanläggningar för spinnformade pappershylsor i Matfors. Plastproducenten Trioworld AB har en produktionsanläggning för industrifilm i Töva utanför Matfors. Vidare finns småföretag med service och verkstadsinriktning.

## Idrottsföreningar
I Matfors finns ett flertal idrottsföreningar med ett urval av idrotter representerade.
| Namn                | Idrott(er)      | Hemsida                               |
| ------------------- | --------------- | ------------------------------------- |
| Matfors BMK         | Badminton       |                                       |
| Matfors IF          | Fotboll, Tennis | https://www.laget.se/matforsif        |
| Matfors SK          | Längdskidor     | http://www.matforsskidklubb.se/       |
| Matfors SS          | Simning         | http://www.matforssim.se/             |
| Matforsbrottarna BK | Brottning       | https://www.laget.se/Matforsbrottarna |
| Vattjoms IK         | Innebandy       | https://www.laget.se/VattjomsIK       |
| VK Uvarna           | Orientering     | http://www.vkuvarna.se/               |
| Matfors Beavers     | Hockey          |                                       |

## Kommunikationer

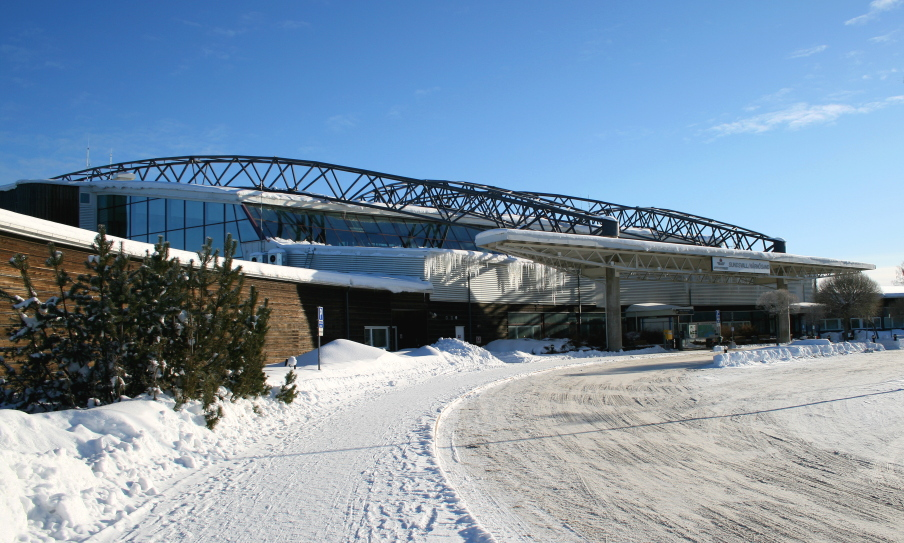
Terminalen på Sundsvall-Timrå Airport

### Vägnät
Norr om Matfors går Europaväg 14 (E 14), en väg som kommer österifrån från Sundsvall och går västerut till Stöde och vidare till städerna Östersund och Trondheim. Från Matfors går länsväg 544 söderut till Lucksta och länsväg 568 österut till Klingsta och Allsta.

### Flygtrafik
Sundsvall-Timrå Airport är tätortens närmsta flygplats. Den ligger 38 kilometers nordost om tätorten och invigdes 22 juli 1944 och har reguljär flygtrafik till och från Göteborg, Luleå, Stockholm Arlanda, Stockholm Bromma och sommartid även till Visby.. Efter ett par års frånvaro återkom charterflygen till Midlanda och har de senaste åren blivit allt populärare.. Flygplatsen ägs och drivs idag av Sundsvalls och Timrå kommuner.

### Kollektivtrafik
Busstrafiken i och kring Matfors drivs av Din Tur med länets landsting och kommuner som finansiärer.
Matfors busstrafik domineras av ortens närhet till Sundsvall och de två busslinjerna 141 och 142 som båda går mellan Sundsvall och Matfors. Vid sidan av dessa finns linje 143 via Lucksta till Sörfors och Norrhassel..

### Järnväg
Matfors saknar järnvägsanslutning. Mittbanan mellan Sundsvall och Östersund, passerar, utan att stanna, Vattjom norr om tätorten.